# Baw-Baw-Nationalpark
Der Baw-Baw-Nationalpark ist ein Nationalpark im mittleren Gippsland im australischen Bundesstaat Victoria, 111 km östlich von Melbourne. Er umfasst das Baw-Baw-Plateau und den Mount Baw Baw mit seinem Skigebiet.
Auf dem Baw-Baw-Plateau gibt es mehrere Gipfel, den Mount Baw Baw, den Mount Saint Gwinear, den Mount Saint Phillack, den Mount Erica und den Mount Whitelaw. Das Plateau hat subalpinen Charakter mit Almwiesen und verwitterten Granitblöcken sowie einzelnen Gruppen von Schnee-Eukalyptus.

## Geschichte
Der Name „Baw Baw“ soll in der Sprache der Aborigines für „Echo“ stehen, es kann aber auch sein, dass er, wie auf frühen Karten erwähnt, „Bo Bo“ lautet, was „groß“ bedeutet.
Die Gegend wurde erstmals 1860 von dem deutschen Botaniker Ferdinand von Mueller erforscht und in den 1880er- und 1890er-Jahren nach der Entdeckung von Gold besiedelt. Im April 1979 wurde der Nationalpark eingerichtet. Am 7. November 2008 wurde er als einer von elf Parks in den Australischen Alpen in die Australian National Heritage List aufgenommen.

## Flora und Fauna
Die typische subalpine Vegetation des Gebietes sind Gräser, Heide und Schnee-Eukalyptus-Bäume.
An gefährdeten Tierarten kommen im Nationalpark der Riesenbeutelmarder, der Hörnchenbeutler, die Froscharten Litoria spenceri, Litoria verreauxii alpina und Philoria frosti, die Skinkart Pseudemoia cryodroma und die Fischarten Galaxia olidus und Galaxiella pusilla vor. Der stark vom Aussterben bedrohte Hörnchenbeutler findet sich im Fauna-Emblem des Staates Victoria findet.
Die besondere Baw-Baw-Beere, Wittsteinia vacciniacea, findet man auf dem Plateau.

## Freizeitaktivitäten
Heutzutage wird der Park hauptsächlich zum Skifahren im Winter und zum Wandern im Sommer genutzt. Besonders beliebt sind der Skilanglauf, der Abfahrtsskilauf, das Querfeldeinwandern, die Jagd, der Fischfang, Wildwasserfahrten, Kanufahrten, Picknicks und das Genießen der schönen Aussicht von den Straßen des Parks. Der Australian Alps Walking Track durchzieht den Park in seiner ganzen Länge von Walhalla aus nach Norden zum Alpine-Nationalpark. Den Abschnitt im Baw-Baw-Nationalpark kann man in etwas mehr als drei Tagen erwandern.
Auch für Liebhaber der Botanik und der Geologie gibt es viel zu sehen.
Auf dem Baw-Baw-Plateau gibt es eine populäre Skitour vom Mount Baw Baw über den Mount Saint Phillack zum Mount Saint Gwinear. Es gibt sogar eine ehrenamtliche Bergwacht, die ‘St. Gwinear Ski Patrol’. An den Wochenenden patrouillieren sie um den Mount Saint Gwinear herum. Dorthin gelangen sie von der anderen Seite des Plateaus über das Skigebiet am Mount Baw Baw. Eine weitere beliebte Sportart ist Ski Nordisch am Mount Baw Baw, die 1972 einschließlich entsprechender Wettbewerbe und einer Skischule eingeführt wurde.